# Victoria București

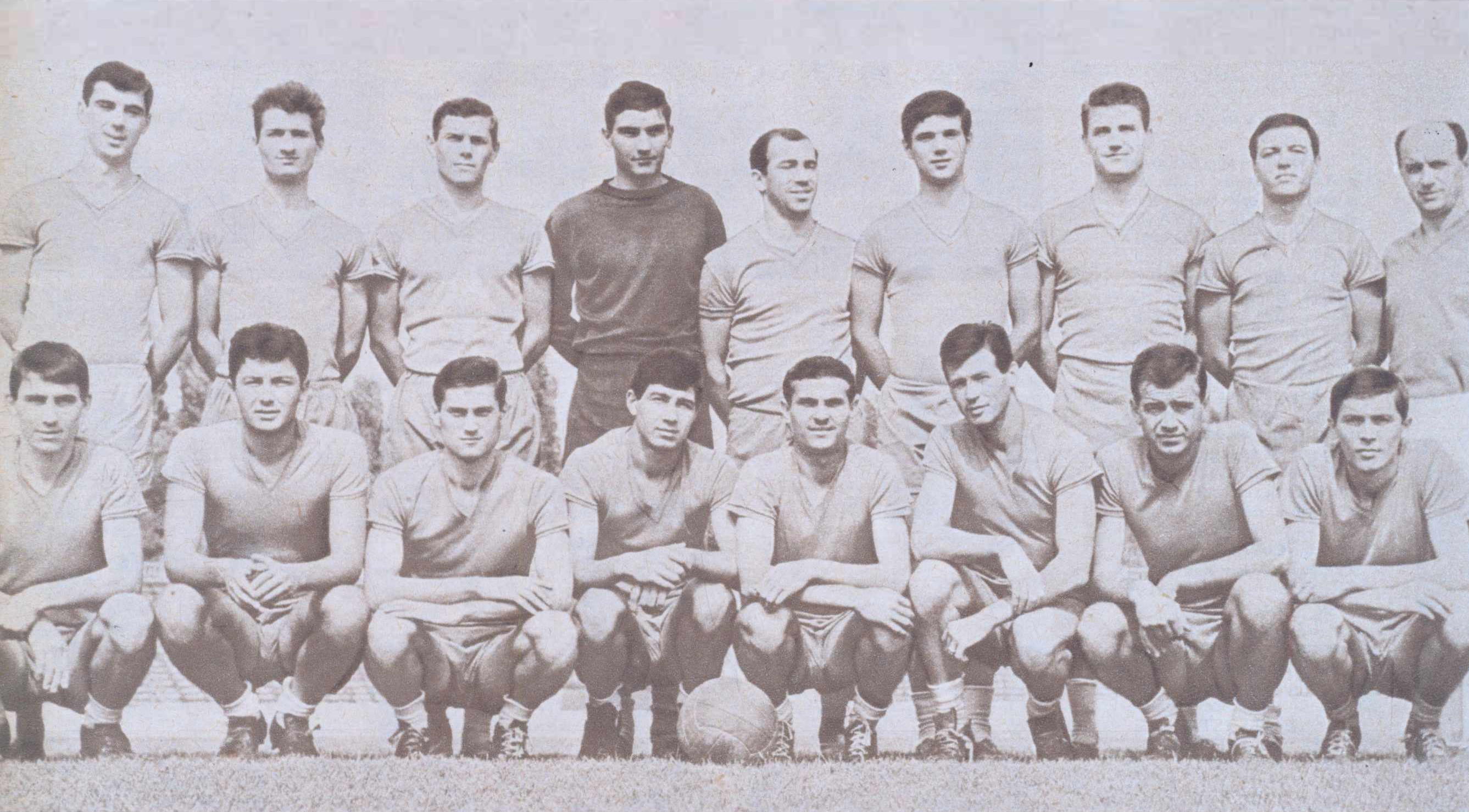
Echipa din sezonul 1966-1967

Victoria București a fost un club românesc de fotbal din municipiul București. A fost înființat în 1949, dar cele mai mari performanțe le-a înregistrat în a doua jumătate a anilor 1980. În 1985 a obținut promovarea în Divizia A, pentru ca între 1987 și 1989 să încheie de trei ori pe ultima treaptă a podiumului, fiind devansată doar de Steaua București și Dinamo București. Culorile echipei au fost alb și albastru. Clubul s-a desființat în ianuarie 1990.
Începând cu anul 2009, o echipă cu numele de CS Victoria București activează în liga a IV-a București, dar ea nu are legătură cu clubul activ între 1949 și 1989.

## Istorie
Filială echipei Dinamo în cartierul bucureșteam Obor, Dinamo Obor s-a înființat în 1949 și a promovat în divizia B în 1953 sub numele de Dinamo 6. În 1957 devine Dinamo Obor, în 1958 s-a numit A.S. Pompierul, apoi din nou Dinamo Obor (1959-63), Dinamo Victoria (1963-67), apoi Electronica Obor, din 1967, echipa ieșind de sub tutela Ministerului de Interne. Dinamo Victoria revine în divizia C în 1980, devenind Victoria București în 1985 când a promovat în prima divizie. Ultimul președinte al clubului a fost Dumitru Dragomir, care a devenit ulterior președinte al Ligii Române de Fotbal și politician român. Între 1985 și 1989, Victoria a jucat 4 semifinale ale Cupei României. Au pierdut de fiecare dată împotriva lui Dinamo cu 2 goluri (2–4 în 1986, 1987, 1988 și 0–2 în 1989). Ulterior, Dinamo a jucat mereu finala împotriva Stelei, pierzând-o în 3 ocazii (1987, 1988 și 1989). Chiar și așa, în timpul scurtei sale existențe, clubul a ajuns la un sfert de finală în Cupa UEFA 1988–89. Au fost eliminați de Dynamo Dresden (1–1 la București și 0–4 la Dresda), o echipă din fosta Germanie de Est, unde Matthias Sammer a fost o tânără vedetă în ascensiune.
| Nume               | Perioada  |
| ------------------ | --------- |
| Dinamo B           | 1949–1953 |
| Dinamo 6           | 1953–1957 |
| Dinamo Obor        | 1957      |
| A.S. Pompierul     | 1958–1959 |
| Dinamo Obor        | 1959–1963 |
| Dinamo Victoria    | 1963–1967 |
| Electronica Obor   | 1967–1980 |
| Dinamo Victoria    | 1980–1985 |
| Victoria București | 1985–1990 |

## Palmares
| Competiții naționale | Competiții internaționale                                                                            |
| Campionatul României * Locul 3 (3): 1986-87; 1987-88, 1988-89 Liga a II-a Campioni (1) : 1984–85 Vicecampioni (2): 1959–60, 1982–83 Liga a III-a Campioni (2) : 1964–65, 1981–82 Campionatul Regional de Fotbal al României Campioni (1) : 1953 Cupa României Finaliști (1): 1959–60 (ca Dinamo Obor București) | UEFA Europa League : - Sferturi de finală (1): 1988-89 - Turul 2 (1): 1987-88 - Turul 1 (1): 1989-90 |

### Recorduri
Cea mai mare victorie: Victoria București - Inter Sibiu: 5-0 (5 noiembrie 1989)
Cea mai mare înfrângere: Sportul Studențesc - Victoria București: 4-0 (1985).

## Victoria București în competițiile europene
| Cupa UEFA 1987-1988   |     |                       |
| Turul 1               |     |                       |
| EPA Larnaca FC        | 0-1 | Victoria              |
| Victoria              | 3-0 | EPA Larnaca FC        |
| Turul 2               |     |                       |
| FC Dinamo Tbilisi     | 1-2 | Victoria              |
| Victoria              | 0-0 | FC Dinamo Tbilisi     |
| Cupa UEFA 1988-1989   |     |                       |
| Turul 1               |     |                       |
| Sliema Wanderers F.C. | 0-2 | Victoria              |
| Victoria              | 6-1 | Sliema Wanderers F.C. |
| Turul 2               |     |                       |
| FC Dinamo Tbilisi     | 2-1 | Victoria              |
| Victoria              | 1-0 | FC Dinamo Tbilisi     |
| Turul 3               |     |                       |
| Victoria              | 1-0 | Turun Palloseura      |
| Turun Palloseura      | 3-2 | Victoria              |
| Sferturi de finală    |     |                       |
| Victoria              | 1-1 | Dynamo Dresden        |
| Dynamo Dresden        | 4-0 | Victoria              |
| Cupa UEFA 1989-1990   |     |                       |
| Turul 1               |     |                       |
| Valencia CF           | 3-1 | Victoria              |
| Victoria              | 1-1 | Valencia CF           |

| Competiția                     | S | MJ | V | E | Î | GM | GP | GD  |
| ------------------------------ | - | -- | - | - | - | -- | -- | --- |
| Cupa UEFA / UEFA Europa League | 3 | 14 | 6 | 3 | 5 | 21 | 17 | + 4 |
| Total                          | 3 | 14 | 6 | 3 | 5 | 21 | 17 | + 4 |

## Staff

### Jucători importanți
| - Adrian Ursea; - Alexandru Custoff; - Alexandru Nicolae; - Blendi Nallbani; - Claudiu Vaișcovici; - Constantin Solomon; - Cornel Mirea; - Cornel Țălnar; - Constantin Marcu; - Costel Orac; | - Costel Solomon; - Dan Daniel; - Dan Topolinschi; - Daniel Iftodi; - Dorel Purdea; - Dumitru Moraru; - Emil Ursu; - Francisc Dican; - Gheorghe Nițu; - Iani Mitracu; | - Ioan Uleșan; - Ioan Zare; - Ion Balaur; - Ion Marin - Ion Moldovan; - Ion Rotărescu; - Ionel Augustin; - Ionel Dinu; - Ionel Fulga; - Marcel Coraș; - Marian Damaschin; | - Marian Nedelcearu; - Marian Pană; - Nicolae Nuță; - Nicu Glonț; - Ovidiu Hanganu; - Sorin Cigan; - Sorin Henzel; - Ștefan Feodot; - Ștefan Țâră; - Silvian Zeldea; - Victor Cojocaru; |

### Antrenori
- Florin Cheran
- Nicolae Dumitru
- Constantin Frățilă
- Florin Halagian